# Chrysocharis nautius
Chrysocharis nautius is een vliesvleugelig insect uit de familie Eulophidae. De wetenschappelijke naam is voor het eerst geldig gepubliceerd in 1846 door Walker.